# Birkmannsweiler
Birkmannsweiler ist ein Kirchdorf und seit 1974 ein Ortsteil der Stadt Winnenden im Rems-Murr-Kreis in Baden-Württemberg.

## Lage und Verkehrsanbindung
Birkmannsweiler liegt am Buchenbach südöstlich der Kernstadt Winnenden. Am südwestlichen Ortsrand verläuft die Landesstraße L 1140. 

## Geschichte
Birkmannsweiler wurde 1304 als Berkamswiler erstmals erwähnt und gehörte zur Herrschaft Winnenden. Der Ort kam vermutlich 1325 an Württemberg (Amt Winnenden), doch hatte der Deutschorden auch hier Besitz. Im Jahr 1545 umfasste der Ort bereits 42 Haushalte.
Im Rahmen der Gebietsreform wurde Birkmannsweiler am 1. Januar 1974 als letzte Nachbargemeinde zur Stadt Winnenden eingegliedert.

## Politik
Schultheißen und Bürgermeister:
- 1809: Johannes Bühlmaier[1]
- 1913: Johannes Mögel[2]

## Kultur und Sehenswürdigkeiten

### Bauwerke
In der Liste der Kulturdenkmale in Winnenden sind für Birkmannsweiler zwei Kulturdenkmale aufgeführt:
- die evangelische Pfarrkirche (Kirchweg 16)

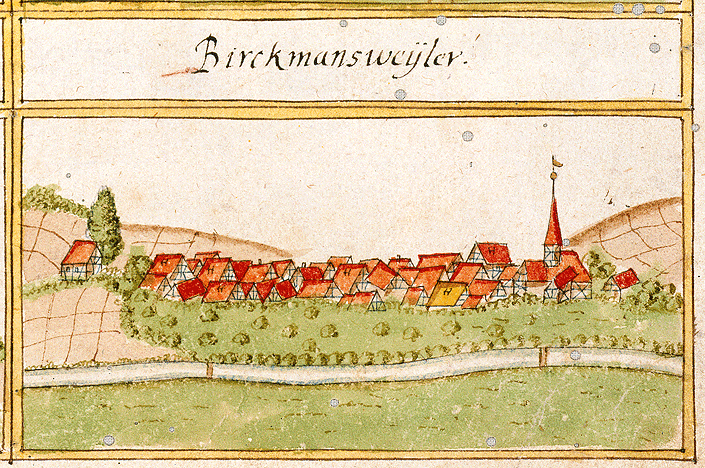
Birkmannsweiler im 17. Jahrhundert

- Birkmannsweiler im 17. Jahrhundertdas Herrenhaus Buchenbachhof (heute Forsthaus) in der Flur Baurenwiesen ist der Siedlungsrest eines 1442 erwähnten ritterschaftlichen Hofguts das als Buchenbachhof mit Schloss und Kapelle, Wirtschaftsgebäuden, Umwehrung und Stausee in den Kieserschen Forstlagerbüchern aufgeführt wurde.[3]

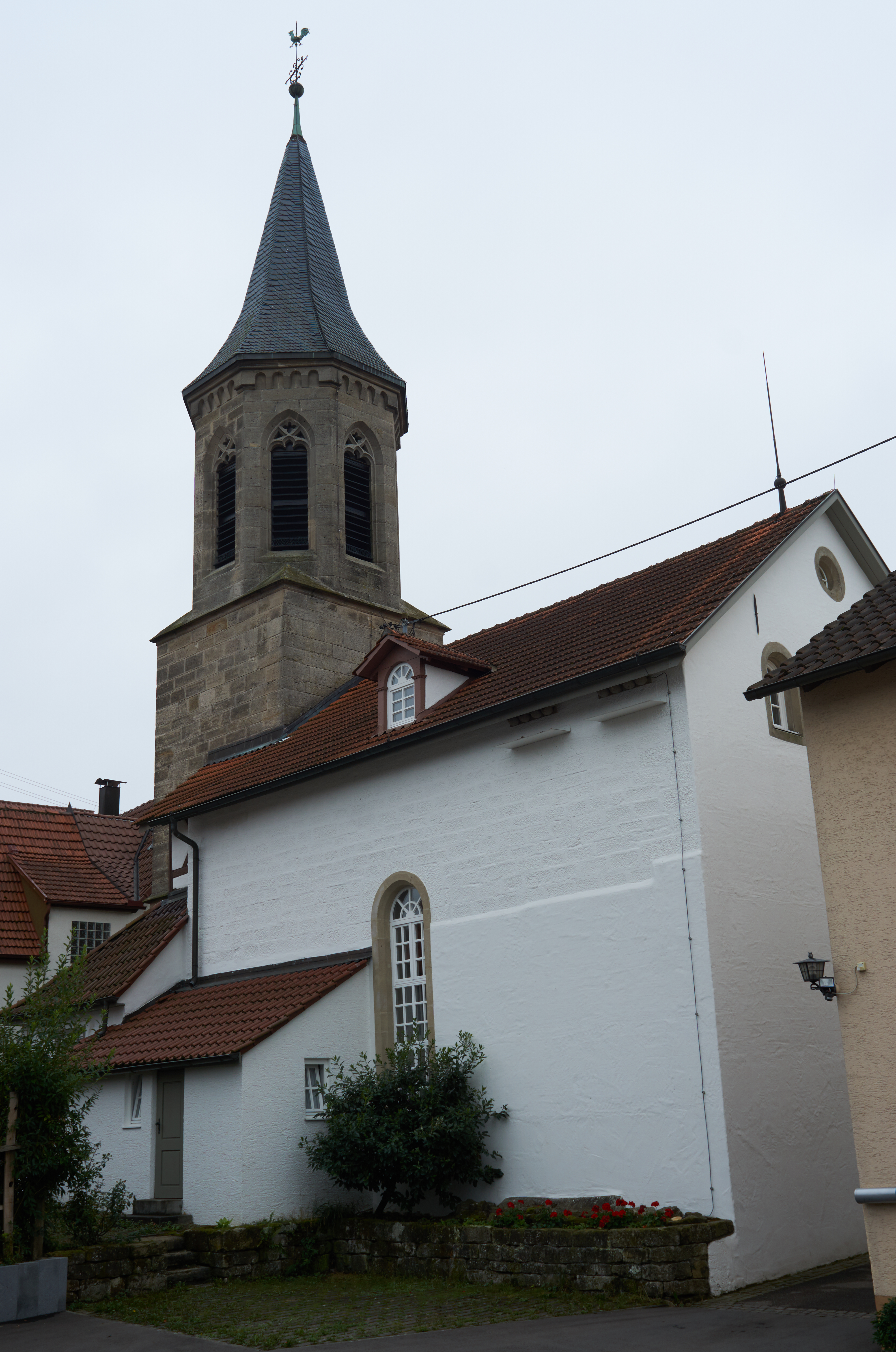
Evangelische Pfarrkirche (2018)
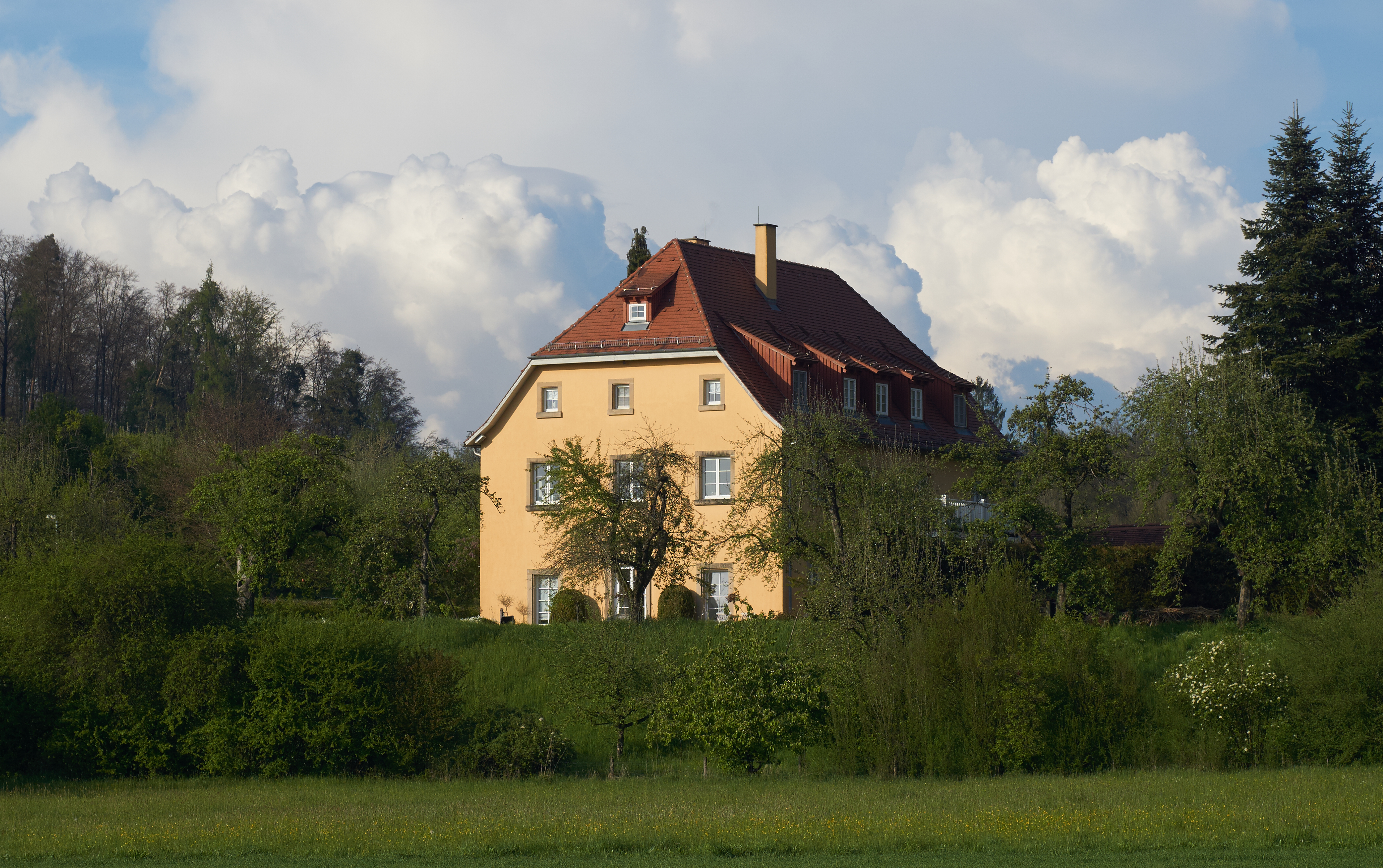
Herrenhaus Buchenbachhof, jetzt Forsthaus (2017)
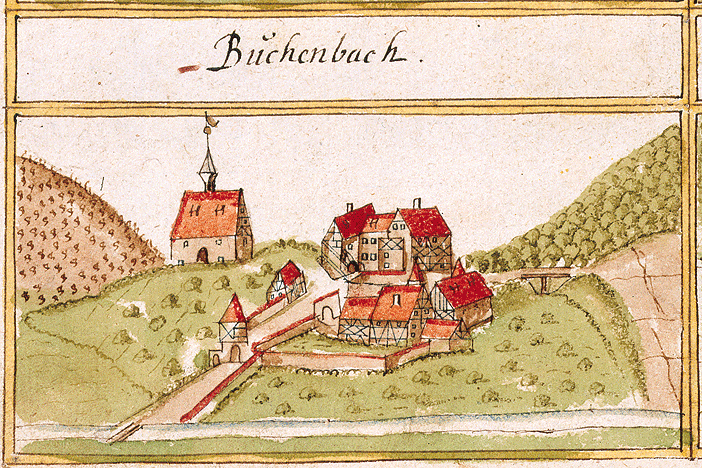
Buchenbachhof um 1685 (Forstlagerbücher von Andreas Kieser)

### Gedenkstätten
In Birkmannsweiler wurden zwei Stolpersteine durch den Künstler Gunter Demnig verlegt. Die im Oktober 2016 verlegte Gedenktafel vor dem Haus Hauptstraße 103 erinnert an Hermann Grünspan, der 1941 als Jude im KZ Jungfernhof bei Riga ermordet wurde. Für den blinden Karl Christoph Kögel, der im Giebelweg 5 seinen letzten frei gewählten Wohnsitz hatte, wurde am 1. Juli 2019 ein Stolperstein verlegt. Er wurde im Februar 1943 in die Staatliche Heil- und Pflegeanstalt Zwiefalten eingewiesen und dort ein Opfer der nationalsozialistischen Krankenmorde.

### Sport
- VfR Birkmannsweiler e. V. 1938
- Tennisverein Birkmannsweiler e. V.

### Obst und Gartenbau
- Obst- und Gartenbauverein Birkmannsweiler e. V.